# Schloss Grossau
Schloss Großau ist ein Renaissanceschloss im Südosten des Dorfes Großau (Stadtgemeinde Raabs an der Thaya, Bezirk Waidhofen an der Thaya) an der Mährischen Thaya.

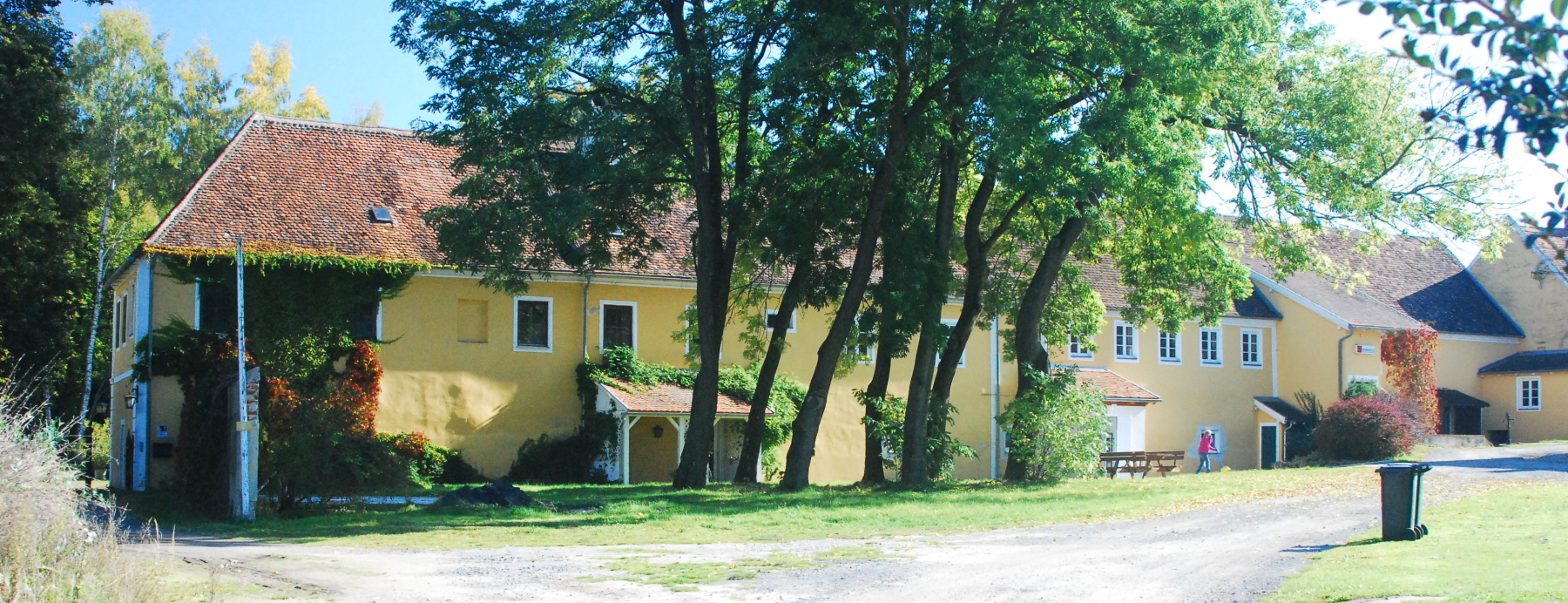
Nebengebäude

## Geschichte
Ursprünglich befand sich westlich des Ortes über der Thaya eine Burg. Diese wurde 1204 erstmals urkundlich erwähnt. Im 15. Jahrhundert verödete sie und wird in einer Urkunde von 1574 als öde Feste genannt. Im 16. Jahrhundert wurde im Ort Großau ein Wasserschloss errichtet, in dessen Wirtschaftsgebäuden 1856 durch den Baron Ludwig von Villa-Secca die erste landwirtschaftliche Schule von Niederösterreich eingerichtet wurde.
Am 29. August 1914 wurde das in Besitz des kaiserlichen Rats Natonek befindliche und leerstehende Schloss von der Bezirkshauptmannschaft Waidhofen an der Thaya laut Kriegsleistungsgesetz in Anspruch genommen, um darin das Internierungslager Grossau einrichten zu können. Während dieser Zeit verkaufte der ursprüngliche Besitzer das Schloss an den Besitzer der Burg Raabs an der Thaya, Baron Robert Freiherr Klinger von Klingerstorff. Dieser Besitzerwechsel machte auch eine Verlegung des hier eingerichteten Lagerkrankenhauses ins Internierungslager Drosendorf notwendig. Zu den Internierten im Lager Grossau gehörte auch der Bruder von James Joyce, Stanislaus Joyce, der vom Internierungslager Kirchberg an der Wild hierher verlegt worden war. Um 1930 wurde das ungenutzte Bauwerk wieder instand gesetzt.
2018 wurde das Schloss mit 730 Quadratmetern Wohnfläche auf dem Immobilienmarkt angeboten.

## Beschreibung
Das Schloss ist eine kleine, vierflügelige Anlage aus der Spätrenaissance. Der Bau ist an drei Seiten von Wassergräben umgeben. Die erneuerten Fassaden mit Ortsteinen und Eckfaschen im Putz gehen wohl auf das späte 19. Jahrhundert zurück. In der einspringenden Südwestecke ist ein mächtiger, quadratischer, wenig erhöhter Turm mit Zeltdach eingefügt. An der Ostseite befindet sich eine barocke Terrasse. Die Anlage verfügt über weitläufige Wirtschaftsgebäude, einen zweigeschoßigen, zweiflügeligen Wohntrakt mit frühhistoristischer Fassade aus der Zeit um 1860 und einen zweigeschoßigen, ortseingerahmten Schüttkasten mit Breitfenstern und Schopfwalmdach aus dem zweiten Drittel des 19. Jahrhunderts.